# Lugo (Campagna Lupia)
Lugo è una località del comune italiano di Campagna Lupia, nella città metropolitana di Venezia.

## Geografia fisica
Dista 2 km da Lughetto in direzione sudest (frazione di cui è considerata parte) e 3,5 km dal capoluogo comunale in direzione nordest.
Si colloca in prossimità della gronda lagunare da cui è separata dalla strada Romea e dal taglio Novissimo. Altri corsi d'acqua degni di nota sono lo scolo Brenta Secca e la fossa del Palo che qui confluiscono nella canaletta di Lugo; essa passa sotto il letto del taglio Novissimo e procede verso est sfociando in laguna.

## Storia
Una campagna archeologica condotta nel 2008 presso il sagrato della chiesa di Santa Maria ha dimostrato come Lugo fosse frequentata sin dalla prima età del ferro. È stata rinvenuta, in particolare, una necropoli databile all'VIII secolo a.C., costituita da sepolture a incinerazione.
In epoca romana la zona godé del transito della via Popilia e sono di questo periodo le circa trenta anfore raccolte in una fossa: utilizzate nei traffici commerciali, furono in seguito sepolte per imbonire il terreno. Nello stesso luogo sono stati individuati pezzi di intonaco, vetro, ceramica e tessere di mosaico, forse resti di un'importante costruzione tardo-imperiale.
A questi stessi anni risale il toponimo, che trova vari corrispondenti nel Norditalia (ad esempio Lugo di Vicenza e Lugo di Romagna): deriverebbe dal latino lūcus "bosco sacro" ed è forse legato al santuario paleoveneto localizzato a Lova.
Nel medioevo vi fu eretta la chiesa di Santa Maria. Gli stessi scavi hanno portato alla luce numerose sepolture del tempo, ma anche le tracce dei conflitti scoppiati alla fine del XIV secolo, quando il luogo sacro fu trasformato in bastia dai padovani in guerra con la Serenissima. Si citano i resti di una palizzata e di un fossato, numerosi proiettili per catapulta e la tomba di un uomo con il piede mozzato, forse un soldato morto in battaglia.
Successivamente la località decadde con l'impaludamento dovuto alle opere idrauliche condotte dalla Repubblica di Venezia (deviazione del Brenta, scavo del taglio Novissimo).

## Monumenti e luoghi d'interesse

### Chiesa di Santa Maria
Luogo sacro del periodo medievale, di cui ha mantenuto le linee tipiche dell'architettura romanica campestre, assunse un certo rilievo quando, dopo le ostilità che opposero Padova a Venezia alla fine del Trecento, divenne meta di pellegrini richiamati da eventi miracolosi attribuiti alla Vergine.
Decadde, come del resto tutta Lugo, in seguito alle opere idrauliche condotte dalla Repubblica di Venezia che provocarono l'impaludamento della zona. Solo negli anni 1990 è stata profondamente restaurata, divenendo sede di un museo archeologico.

## Cultura

### Musei
- Museo Archeologico di Santa Maria di Lugo, si trova all'interno della chiesa ed espone ritrovamenti archeologici trovati nella zona. Le prime indagini archeologiche furono condotte dalla Soprintendenza per i Beni Archeologici del Veneto tra il 1990 e il 1993, e, successivamente, nel 2008, dall'Università di Padova.